# Amir Hossein Sadeqi
Amir Hossein Sadeqi (* 6. September 1981 in Teheran) ist ein iranischer ehemaliger Fußballspieler.
Sadeqi spielte als linker Verteidiger beim iranischen Spitzenclub Esteghlal Teheran.
Am 2. Februar 2005 hatte er auch seinen ersten Einsatz in der iranischen Nationalmannschaft. Danach war er zwar nur noch Ergänzungsspieler, gehörte aber dennoch zum Kreis der 23 iranischen WM-Teilnehmer bei der Fußball-Weltmeisterschaft 2006 in Deutschland. Dort kamen dann zwar nur die erfahreneren Abwehrspieler zum Einsatz, dafür wurde er aber nach der WM verstärkt für den Iran aufgeboten und er bringt es inzwischen auf sechs Nationalmannschaftseinsätze.
Sadeqi stand ebenfalls im Kader für die Fußball-Weltmeisterschaft 2014 in Brasilien.

## Titel und Erfolge
- Persian Gulf Pro League: 2005/06, 2012/13
- Hazfi Cup: 2007/08